# ایلمتوو
ایلمتوو (انگلیسی: Ilmetovo) یک شهرک در شهرستان تاتیشلینسکی استان باشقیرستان کشور روسیه است.